# Serrasalmus medinai
Serrasalmus medinai är en fiskart som beskrevs av Ramírez, 1965. Serrasalmus medinai ingår i släktet Serrasalmus och familjen Characidae. Inga underarter finns listade i Catalogue of Life.